# Rajada blanca
La rajada blanca, el cardaire, el càvec, l'escrita blanca o la rajada (Rostroraja alba) és una espècie de peix de la família dels raids i de l'ordre dels raïformes.

## Morfologia
- Els mascles poden assolir 230 cm de longitud total i les femelles 202.[3][4]

## Reproducció
És ovípar i les femelles ponen entre 55-156 càpsules d'ous a l'any, les quals presenten com unes banyes a la closca i fan 12,5-18,3 de llarg i 10-13,9 d'ample.

## Hàbitat
És un peix marí, de clima subtropical (56°N-37°S, 19°W-23°E) i demersal que viu entre 30–600 m de fondària.

## Distribució geogràfica
Es troba a l'oceà Atlàntic oriental (des d'Irlanda i Anglaterra fins a Sud-àfrica i les costes centrals de Moçambic) i la Mediterrània occidental (fins a Tunísia i l'oest de Grècia).